# Miracast
Miracast – standard stworzony przez stowarzyszenie Wi-Fi Alliance umożliwiający prezentowanie ekranu urządzeń mobilnych na ekranach stacjonarnych (telewizorach, monitorach komputerowych czy projektorach sal konferencyjnych). Jako medium w komunikacji używana jest technologia Wi-Fi Direct, ale do wysyłania obrazu i dźwięku z urządzeniami nieposiadającymi certyfikacji Miracast można użyć również interfejsów USB lub HDMI. Między certyfikowanymi urządzeniami możliwe jest wysłanie obrazu o rozdzielczości HD 1080p oraz dźwięku Surround 5.1.

## Urządzenia i wsparcie systemów operacyjnych
Wi-Fi Alliance prowadzi aktualną listę certyfikowanych urządzeń źródłowych oraz docelowych. Pierwsze certyfikacje zostały wydane we wrześniu 2012 roku.
W chwili obecnej (maj 2021) wsparcie Miracast oferują platformy Android począwszy od wersji 4.2 oraz Microsoft Windows od wersji Windows 8.1.